# Valmiera FC
Valmiera Football Club, oder kurz Valmiera FC ist ein lettischer Fußballverein aus Valmiera.

## Geschichte
Der FK Valmiera wurde 1996 gegründet. Die Mannschaft spielte in ihrer ersten Saison in der 1. līga, der zweithöchsten lettischen Liga. Sie belegte am Ende den zweiten Platz und erreichte damit die Relegation gegen den Vorletzten der Virslīga. Valmiera gewann nach zwei Spielen gegen Skonto-Metāls 2:1 und stieg somit in die höchste lettische Fußball-Liga auf.
Valmiera spielte sieben Jahre in der Virslīga. Nach einem siebenten Platz in der ersten Saison, erreichte die Mannschaften in den folgenden Jahren immer die Plätze fünf und sechs. Nach der Saison 2003 musste die Mannschaft, trotz eines sechsten Platzes, auf Grund von finanziellen Schwierigkeiten wieder in die 1. līga zurückkehren.
Nach einem 3. Platz in der Saison 2020 und einer Vize-Meisterschaft in der Virslīga 2021 gewann der Verein schließlich in der Saison 2022 die Meisterschaft und qualifizierte sich dadurch für die 1. Qualifikationsrunde der UEFA Champions League 2023/24. Dort verlor Valmiera gegen den slowenischen Meister NK Olimpija Ljubljana. Damit rutschte Valmiera in die 2. Qualifikationsrunde der UEFA Conference League 2023/24. Dort gewannen sie gegen SK Tre Penne aus San Marino und spielen nun um den Einzug in die Gruppenphase. 

## Erfolge
- Lettischer Meister: 2022
- Lettischer Zweitligameister: 2017

## Platzierungen (seit 2014)
| Saisons | Div. | Līga     | Platz | web   |
| ------- | ---- | -------- | ----- | ----- |
| 2014    | 2.   | 1. līga  | 3.    | [ 1 ] |
| 2015    | 2.   | 1. līga  | 2.    | [ 2 ] |
| 2016    | 2.   | 1. līga  | 4.    | [ 3 ] |
| 2017    | 2.   | 1. līga  | 1.    | [ 4 ] |
| 2018    | 1.   | Virslīga | 8.    | [ 5 ] |

### Als Valmiera FC (seit 2019)
| Saisons | Div. | Līga     | Platz | web    |
| ------- | ---- | -------- | ----- | ------ |
| 2019    | 1.   | Virslīga | 4.    | [ 6 ]  |
| 2020    | 1.   | Virslīga | 3.    | [ 7 ]  |
| 2021    | 1.   | Virslīga | 2.    | [ 8 ]  |
| 2022    | 1.   | Virslīga | 1.    | [ 9 ]  |
| 2023    | 1.   | Virslīga | 4.    | [ 10 ] |
| 2024    | 1.   | Virslīga | 4.    | [ 11 ] |

## Europapokalbilanz
| Saison  | Wettbewerb                    | Runde                  | Gegner                | Gesamt | Hin     | Rück    |
| ------- | ----------------------------- | ---------------------- | --------------------- | ------ | ------- | ------- |
| 2020/21 | UEFA Europa League            | 1. Qualifikationsrunde | Lech Posen            | 0:3    | 0:3 (A) | 0:3 (A) |
| 2021/22 | UEFA Europa Conference League | 2. Qualifikationsrunde | Sūduva Marijampolė    | 1:2    | 1:2 (A) | 0:0 (H) |
| 2022/23 | UEFA Europa Conference League | 2. Qualifikationsrunde | KF Shkëndija          | 2:5    | 1:2 (H) | 1:3 (A) |
| 2023/24 | UEFA Champions League         | 1. Qualifikationsrunde | NK Olimpija Ljubljana | 2:4    | 1:2 (A) | 1:2 (H) |
| 2023/24 | UEFA Europa Conference League | 2. Qualifikationsrunde | SP Tre Penne          | 10:0   | 3:0 (A) | 7:0 (H) |
| 2023/24 | UEFA Europa Conference League | 3. Qualifikationsrunde | FK Partizani Tirana   | 1:3    | 1:2 (H) | 0:1 (A) |

Gesamtbilanz: 11 Spiele, 2 Siege, 1 Unentschieden, 8 Niederlagen, 16:17 Tore (Tordifferenz −1)

## Ehemalige Spieler
- Tolu Arokodare (2019–2020)